# Uccisioni di Ein Ofarim
Le uccisioni di Ein Ofarim furono un attacco terroristico perpetrato da fedayyin palestinesi il 12 settembre 1956.

## L'attacco
Mercoledì notte, 12 settembre 1956, una squadra di fedayyin palestinesi si infiltrò in Israele dalla Giordania. I militanti raggiunsero la struttura di Ein Ofarim vicino al villaggio di Hatzeva, dove pugnalarono a morte 3 guardie druse.

### Vittime
Nawaf Abu-Ghazi (nato nel 1931);
Suleiman Hatoum (nato nel 1931);
Rafik Abdullah (nato nel 1933).

## Conseguenze
Le tracce degli autori portarono alla stazione di polizia di frontiera della Giordania Arendall, utilizzata dalla Guardia nazionale giordana e dall'unità di comando a dorso di cammello della Legione araba.
Israele decise di reagire in risposta alle uccisioni di Ein Ofarim. La stazione di Arendall, in quanto luogo indicato come origine dell'attacco, venne scelta come destinazione del contrattacco. 13 paracadutisti israeliani parteciparono a un contrattacco contro la stazione fortificata di Arendall. Durante l'operazione rimasero uccisi 16 soldati giordani. Le vittime israeliane nell'operazione erano di un soldato morto e 12 soldati feriti. La stazione di polizia venne distrutta.